# أنيتا تسوي
آنا سيرجيفنا "أنيتا" تسوي ( (الروسية: Анна Серге́евна "Анита" Цой) ولدت باسم كيم، (الروسية: Ким); 7 فبراير 1971، مغنية وكاتبة أغاني روسية من أصل كوري. وهي فنانة معروفة في روسيا.